# Frassinelli
Frassinelli este o editură italiană cu sediul la Torino.

## Istoric
Fondată în 1931 de tipograful piemontez Carlo Frassinelli fascinat de carte ca obiect de artă și vehicul al culturii, editura Frassinelli este controlată din 1982 de grupul editorial Sperling & Kupfer. 
Franco Antonicelli, care a fost primul director al editurii, i-a prezentat lui Frassinelli pe Cesare Pavese și Leone Ginzburg: din acea întâlnire s-a născut proiectul „Biblioteca Europea”, menit să aducă un suflu nou în panorama editorială italiană ai acelor ani. Editura Frassinelli a publicat cărți ale unor autori celebri precum Hermann Melville, Mark Twain, James Joyce, Franz Kafka, Feodor Dostoievski și André Gide.
În seria „Narrativa” au fost publicate capodopere ale literaturii universale precum Hotelul alb de D. M. Thomas, Culoarea purpurie de Alice Walker, La stoffa giusta de Tom Wolfe, Lista lui Schindler de Thomas Keneally, Ultima ispită a lui Hristos de Nikos Kazantzakis, Mult iubită de Toni Morrison și Un’arida stagione bianca de André Brink. În anii 1990 scriitoarea Toni Morrison, publicată de Frassinelli, a obținut premiul Nobel (1993), iar editura a început publicarea operelor altor autori celebri precum Elfriede Jelinek (distinsă cu Premiul Nobel în 2004), Maya Angelou, David Malouf, Orhan Pamuk (Premiul Nobel în 2006), Patrick Modiano (Premiul Nobel în 2014).
Romanul Hoțul de cărți de Markus Zusak, publicat de Frassinelli, a fost cartea cea mai vândută în Italia în anul 2014.
În 2015 editura Frassinelli a fost relansată cu o marcă nouă, a achiziționat drepturile de publicare ale operelor unor autori italieni și internaționali noi și a revizuit radical designul grafic al coperților. 